# Ас пехара (тарот карта)
Ас пехара је карта која се користи у картама латинске боје (италијански, шпански и тарот шпилови). То је ас из боје пехара . У тароту је део онога што тумачи карата називају „Мала Аркана“, и као прва у оделу пехара, означава почетке у области друштвеног и емотивног у животу.

Неки људи верују да ова карта приказује Свети грал.

## Симболизам
У тумачењу тарота, Ас пехара означава радост и унутрашњи мир од пријатеља и породице. У шпилу Рајдер–Вејт–Смит, пет токова који се изливају из чаше представљају пет чула: вид, мирис, слух, укус и додир.
Као симбол могућности у области дубоких осећања, интимности, усклађености, саосећања и љубави, у прорицању, показује да је семе емоционалне свести засађено у вашем животу, иако га можда још не препознајете. Када семе никне, могло би попримити скоро сваки облик. То може бити привлачност, снажан осећај, интуитивно знање или саосећајна реакција. Споља, то може бити понуда, поклон, прилика, сусрет или синхронистички догађај.

## Гатање
Овај Ас захтева од пророка да испита њихов живот да види како стварање љубави тамо функционише. Ова карта често значи да је љубав суштина ситуације, срце ствари. То може бити или не мора бити романтична љубав и може зависити од других карата око ње. Особа која се пита може бити вођена да тражи начине да се повеже са другима на овом нивоу: да ли постоји неко да опрости, или је опроштај уопште потребан? Може ли се бес заменити миром, а подела емпатијом? Да ли је потребно пустити осећања да се покажу? Дељено или чувано у тајности, Ас пехара увек указује да „ваше време“ долази или можда управо стиже.

## Кључна значења
Према једном извору, ово је пет кључних значења повезаних са Асом пехара: 
- Заступљеност
- Креативност
- Интензивна веза
- Задовољство
- Успех

## Значајне комбинације са другим картама
- Ас пехара и љубавници - симболизује процват романтичне везе или дубоке емоционалне везе. Љубав је у првом плану.
- Ас пехара и двојка пехара - представља почетак новог, међусобно приврженог партнерства. Наглашено је јединство и заједничка осећања.
- Ас пехара и тројка мачева - сугерише излечење након сломљеног срца. Прилика за емоционални раст и превазилажење туге из прошлости.